# Dioptis symoides
Dioptis symoides är en fjärilsart som beskrevs av Embrik Strand 1914. Dioptis symoides ingår i släktet Dioptis och familjen tandspinnare. Inga underarter finns listade i Catalogue of Life.